# David Scarfe
David Scarfe (nascido em 26 de novembro de 1960) é um ex-ciclista australiano que competiu nos Jogos Olímpicos de Verão de 1980 pela Austrália.